# Viviana Scarlassa
Viviana Scarlassa (Buenos Aires; 8 de septiembre de 1969) es una cantante de tango argentina que reside en Buenos Aires

## Trayectoria
Viviana Scarlassa ha trabajado junto a algunas de las más prestigiosas agrupaciones del género, como por ejemplo la Orquesta Nacional de Música Argentina "Juan de Dios Filiberto" mientras esta estuvo bajo la dirección del maestro Atilio Stampone. También con José Colángelo Septeto, Quinteto Lisandro Adrover, Diego Schissi Quinteto, Orquesta Municipal de Tango (Teatro Roma de Avellaneda) y con los directores musicales Pepo Ogivieki y César Angeleri por nombrar sólo algunos. Lleva editados seis discos: cuatro como solista y dos junto a la agrupación China Cruel. Fue nominada como Mejor Artista Femenina de Tango en los Premios Gardel 2011 por su álbum En carne propia.
Tanto como solista o junto a la agrupación China Cruel se ha presentado en teatros y en importantes festivales nacionales e internacionales como el Festival Mundial de Tango en Argentina, La Cumbre Mundial de Tango, el Festival Internacional Cervantino, Valparatango, Festival Nacional del Tango de La Falda entre otros. Fue co-figura de Guillermo Fernández, Raúl Lavié, Ariel Ardit y Alberto Podestá en destacadas tanguerías de Buenos Aires y ha sido convocada para participar de espectáculos junto a las bailarinas Mora Godoy y Eleonora Cassano

## Discografía

### Como solista
- Camino (2008) UMI
- En carne propia (2010) UMI
- Suelo natal (2019) INDEPENDIENTE
- Contemporánea (2022) BRABACAM

### Con China Cruel
- La chamana: Un tributo a Chavela Vargas (México, 2012) junto a Miguel de Poveda, Amaral y Chavela Vargas, entre otros.
- China cruel (2013) UMI
- Ni una que sepamos todos (2016)

### Participaciones
- Tango Querido (2014) de Javier Díaz González
- Frutos Rojos (2019)

## Premios y nominaciones
| Año  | Trabajo nominado | Premio         | Categoría                       | Resultado |
| ---- | ---------------- | -------------- | ------------------------------- | --------- |
| 2011 | En Carne Propia  | Premios Gardel | Mejor Artista Femenina de Tango | Nominado  |

- Primer puesto en la Selección Nacional de Conjuntos Orquestales 2007 (con el Quinteto China Cruel)
- Distinción Reinas del Plata en reconocimiento al aporte de las mujeres al tango, Senado de la Nación, 2008 (con el Quinteto China Cruel)
- Como gestora cultural: Festival de Tango de Flores declarado de Interés Cultural por el Ministerio de Cultura (Argentina) en 2021 y por la Legislatura de la Ciudad Autónoma de Buenos Aires en 2019